# 小島威彦
小島 威彦（こじま たけひこ、1903年11月19日 - 1996年12月1日）は、日本の哲学者。明星大学名誉教授。
実業家・政治家の深尾隆太郎は妻の父。兄に海軍少将の小島秀雄。

## 来歴
神戸出身。1928年、京都帝国大学文学部哲学科卒業。1930年、同大学院修了。1932年、中華民国に留学。1936年、英国・フランス・ドイツに学ぶ。
1930年、仲小路彰らと科学アカデミアを創立。同人に、佐々弘雄・三枝博音・飯島正・冨澤有爲男・唐木順三・渡辺一夫・服部之総らがいた。1938年、国民精神文化研究所所員となって以降、右翼思想を喧伝。国家学者の大串兎代夫や教育学者の伏見猛彌と共に精研三羽烏と呼ばれる。
出版社の世界創造社、および編集プロダクション兼文化サロン「戦争文化研究所」を創設。1940年、仲小路彰らとスメラ学塾を創設し、藤澤親雄などと結んでユダヤ人排撃を主張する。
小島のいとこにあたる川添紫郎（戦後は「キャンティ」オーナー）や建築家の坂倉準三らが「スメラクラブ」という文化サロンを結成した。スメラ学塾の塾頭となった末次信正海軍大将も、遠縁にあたる。
1955年、米国・ヨーロッパ遊学。1956年、国際哲学研究会常任理事。1964年、明星大学教授。1974年、定年退任して同大学名誉教授。
戦後は哲学書の翻訳を主としたが、最晩年に自伝的著作『百年目にあけた玉手箱』で戦時中のことを回想した。

## 著書
- 真理とは何ぞや 紀平正美共著 国民精神文化研究所 1934 (国民精神文化研究 第2冊)
- 世界創造の哲学的序曲 改造社 1936
- 地理弁証法のデザイン 国民精神文化研究所 1936 (国民精神文化研究 第22冊)
- 哲学的世界建設 日本問題研究所 1938
- 独伊の世界政策 ヨーロッパ問題研究所 1939 (戦争文化叢書)
- 喜望峰に立つ アフリカ紀行 ヨーロッパ問題研究所 1940
- ナチス・ドイツの世界政策 アルス 1940 (ナチス叢書)
- 学校及学問の歴史的意義 スメラ民文庫編輯部 1941
- 世界創造の哲学的序曲 世界史の実験 明星大学出版部 1982.11 （復刊）
- 百年目にあけた玉手箱 第1-7巻  創樹社 1995

## 翻訳
- 人間 それ自らに背くもの ガブリエル・マルセル 信太正三共訳 創文社 1958
- 神の死と人間 ガブリエル・マルセル 編訳 中央公論社 1958
- 希望の哲学 オットー・フリードリッヒ・ボルノウ 新紀元社 1960
- ヨーロッパの略奪 現代の歴史的解明 ディエス・デル・コラール 未来社 1962、新版1980
- 歴史の運命と進歩 ディエス・デル・コラール 鈴木成高共編訳 未来社 1962
- 技術論 ハイデッガー選集 18 ルートヴィヒ・アルムブルスター共訳 理想社 1965
- 人間この問われるもの マルセル著作集 6 春秋社 1967
- アジアの旅 風景と文化 ディエス・デル・コラール 未来社 1967
- 過去と現在 ディエス・デル・コラール 神吉敬三・川本茂雄共訳 未来社 1969
- ラテン・アメリカの旅 風景と文化 ディエス・デル・コラール 未来社 1971
- 人間の棲家 ボルノウ めいせい出版 [教養選書]  1976
- 知恵の凋落 ガブリエル・マルセル 明星大学出版部 1980.10
- マルセルにおける人間の研究 ガブリエル・マルセル 明星大学出版部 1980.7
- 自由主義の過去と未来 ディエス・デル・コラール 明星大学出版部 1980.5
- ニーチェにおけるモナドロギー カウルバッハ 明星大学出版部 1981.1
- カントの行為の理論 カウルバッハ 山下善明共訳 明星大学出版部 1981.7
- カントとニーチェの自然解釈 カウルバッハ 明星大学出版部 1982.3

## 参考
- 訳書記載の略歴